# والری شوچوک
والری شوچوک (زاده ۲۰ اوت ۱۹۳۹ در ژیتومیر) نویسنده اوکراینی است.
از برجسته‌ترین کتاب‌های این نویسنده می‌توان به «در نیمه هفته» (۱۹۶۷)، «اسپلناد ۱۲» (۱۹۶۸)، «جیغ خروس در سپیده دم» (۱۹۷۹)، «در زمینی فروتن» (۱۹۸۲)، «خانه ای روی کوه» (۱۹۸۳)، «سه برگ پشت پنجره» (۱۹۸۶)، «درخت متفکر» (۱۹۸۶)، «پرندگان از یک جزیره نامرئی» (۱۹۸۹)، «مورن» (۱۹۸۹)، یک ساعت ابدی» (۱۹۹۰)، «زن گل» (۱۹۹۰ - مجموعه افسانه‌ها)، «مسیر در چمن. حماسه ژیتومیر» (دو جلدی، ۱۹۹۴)، «درون شکم یک هیولای آخرالزمانی» (۱۹۹۵)، «چشم پرتگاه» (۱۹۹۶)، «زن مار» (۱۹۹۸)، «شیر نقره ای» (۲۰۰۲) «سایه‌های در حال محو شدن. یک وقایع خانوادگی.» (۲۰۰۲)، «دولت قزاق: مطالعات تاریخ تأسیس دولت اوکراین» (۱۹۹۵)، «میوز روکسلانی: ادبیات اوکراینی قرن ۱۶ تا ۱۸ در ۲ جلد» (۲۰۰۵)، «معروف و ابوالهول ناشناخته گرگوری اسکووورودا در دیدگاه مدرن» (۲۰۰۸) و غیره.
او چندین مجموعه شعر عاشقانه قرن ۱۶ تا ۱۹ «آوازهای کوپید» (۱۹۸۴) و شعر قهرمانی قرن ۹ و ۱۰ «میدان مریخ» را در ۲ جلد (۱۹۸۹) گردآوری و به زبان ادبی مدرن ترجمه کرد. کرونیکل سامیلو ولیچکو (دو جلدی، ۱۹۹۱) و غیره.
والری شوچوک، استاد ارجمند آکادمی کیف-موهیلا و دانشگاه ملی لویو است. او برنده جایزه تاراس شوچنکو، جایزه بنیاد آنتونوویچ و جوایز متعدد ادبی است. او همچنین یک چهره برجسته فرهنگ لهستان است. آثار این نویسنده به ۲۲ زبان ترجمه شده‌است.
والری شوچوک، استاد ارجمند آکادمی کیف-موهیلا و دانشگاه لویو است. او برنده جایزه تاراس شوچنکو، جایزه بنیاد آنتونوویچ و جوایز متعدد ادبی است. او همچنین یک چهره برجسته فرهنگ لهستان است. آثار این نویسنده به ۲۲ زبان ترجمه شده است.